# ریچارد گلتزر
ریچارد گلتزر (انگلیسی: Richard Glatzer؛ ۲۸ ژانویهٔ ۱۹۵۲ – ۱۰ مارس ۲۰۱۵) یک نویسنده و کارگردان اهل ایالات متحده آمریکا بود.
گلتزر که در سال ۲۰۱۱ به بیماری نورون‌های حرکتی مبتلا شده بود به همراه همسرش واش وستمورلند، تازه اقتباس از رمان هنوز آلیس را آغاز کرده بودند. گلتزر و وستمورلند در سال ۱۹۹۵ با هم آشنا شدند و در سال ۲۰۱۳ ازدواج کردند.

## فیلم‌شناسی
- هنوز آلیس